# トランスアクト
株式会社トランスアクト（英: TransACT Co.,Ltd.）は、東京都港区芝公園3に本拠を置く、運転代行、人材派遣などを行う会社。特に富裕層の役員運転手派遣・社長秘書派遣サービスに特化した事業を展開している。

## 概要
2013年、大阪府堺市出身で大学卒業後、政治の世界を志し、国会議員秘書を10年間務めた橘秀樹により設立。富裕層である企業経営者、役員向け専属運転手・秘書派遣業務を中心に業務を行っている。プロ運転手の派遣では、車両運行管理などの日々のメンテナンスまでをパッケージで提供する。
秘書派遣事業では、社会的ステータスが高い層を対象とすることで、高度なスキルが求められるため、現場に必要とされる技量を持った秘書としての必須スキルであるビジネスマナー講座に始まり、経営学講座、様々な状況に応じた書類・文書作成法講座、クレーム対応講座など全9講座の習得講座を受講した即戦力のエキスパートだけを選抜し、経営者の資質や要求に合わせてマッチングさせるなどの特徴を持った事業を行っているが、これは橘の10年間の国会議員の秘書経験を活かしたものである。
運転手と秘書という2つの派遣業務を一緒に扱う会社は2019年9月現在同社以外ない。取引先は地域的には港区、中央区、千代田区の大企業がほとんどである。70社以上の顧客を持ち、100名を超えるドライバーが所属する（2022年3月現在）。
アジア太平洋地域13ヵ国、100万社以上の企業を調査対象とした「High-Growth Companies Asia-Pacific 2021（アジア太平洋地域の急成長企業ランキング 2021）」において、117位にランクイン、「High-Growth Companies Asia-Pacific 2022（アジア太平洋地域の急成長企業ランキング 2022）」でも433位、業種別の「Support services」に絞ると11位と2年連続ランクインした。2021年7月19日には、日本トレンドリサーチ実施のアンケート調査でエグゼクティブ層向け人材派遣会社No.1獲得と三冠を達成。
2024年8月14日には、東京都の「東京の未来の働き方推進事業」における「東京サステナブルワーク企業（みらワカ）」に登録され、「残業の少ない働き方の実現」「サステナブルな働き方・くらし方の普及」「休暇を取りやすい働き方の実現」他、6項目へ向けた実現への取り組みを始めた。
国際学生会議（ISC）協賛企業、港区主催 六本木安全安心プロジェクト「スマホDe憲章キャンペーン」参加店、公益財団法人 日本セーリング連盟（JSAF）賛助会員企業、日本財団 海と日本プロジェクト「CHANGE FOR THE BLUE」協賛企業、気象庁 地球ウォッチャーズ「気象友の会」法人会員、 気象庁 地球ウォッチャーズ「気象友の会」ポスターコンクール協賛企業、MINATOシティーハーフマラソン2022協賛企業、内閣府「パートナーシップ構築宣言」登録企業。東京商工リサーチの優良企業情報誌「エラベル」で全国上位8%の優良企業に選定。

## 沿革
- 2013年（平成25年） - 4月3日、橘秀樹により設立。
- 2015年（平成27年） - 事業拡大を見据え、本格的な融資利用を検討[27]。
- 2020年（令和2年）12月30日 - 無担保社債（私募債「株式会社みずほ銀行・東京信用保証協会共同保証付」）総額3000万円発行[49][50]。
- 2021年（令和3年） 
  - 「High-Growth Companies Asia-Pacific 2021（アジア太平洋地域の急成長企業ランキング 2021）」において、117位にランキングされる[36][37]。
  - 2月21日、毎日新聞「創刊149周年記念SDGs特別企画」に協賛[51]。
  - 7月19日、日本トレンドリサーチ実施のアンケート調査で「社長におすすめのエグゼクティブアシスタント人材派遣会社 No.1」「役員運転手派遣会社総合満足度 No.1」「社長秘書派遣会社総合満足度 No.1」を獲得し、三冠を達成[39]。
  - 9月2日、MINATOシティプロモーションクルー認定事業に選定される[13][52]。
  - 12月 - トランスアクトホールディングス設立[34]。
- 2022年（令和4年）
  - 4月25日 -  「High-Growth Companies Asia-Pacific 2022（アジア太平洋地域の急成長企業ランキング 2022）」において、433位、業種別の「Support services」に絞ると11位と2年連続ランキングされた[53]。
  - 8月5日 - 放送の「所さんの学校では教えてくれないそこんトコロ!」（テレビ東京）に東京タワーの画像を提供[54]。
  - 8月31日 - 2022年度版　会社の流儀 厳選100社に掲載[55]。
- 2023年（令和5年）
  - 1月23日、経済産業省「事業継続力強化計画」認定[15]。
  - 5月3日、創業10周年記念社史発刊[56][57]。
  - 12月1日、東京商工リサーチの優良企業情報誌「エラベル」で全国上位8%の優良企業に選定[18]。
- 2024年（令和6年） 
  - 1月31日、第2回 無担保社債（私募債「株式会社三菱UFJ銀行・東京信用保証協会共同保証付、分割譲渡制限特約付」）総額3千万円を発行[58][59]。
  - 4月1日、2023年4月3日の創業10年の節目を記念したPR広報誌「TRANS」（年4回）を発刊[60]。
  - 6月20日、東京都時差Biz参加企業登録[19]
  - 8月14日には、東京都の「東京の未来の働き方推進事業」における「東京サステナブルワーク企業（みらワカ）」に登録[16]。
  - 9月1日、三菱UFJ銀行の月刊誌「SQUET」に代表橘のインタビュー記事が掲載される[61]。
  - 10月11日、内閣府「パートナーシップ構築宣言」登録[17]。
  - 10月24日、電力のHTT（へらす、つくる、ためる）をキーワードに、脱炭素社会の実現に向けた取組を推進する東京都「HTT取組推進宣言企業」として登録される[62]。
- 2025年
  - 5月26日、東京大学 学園祭「五月祭」の公式スポンサー企業として協賛[20][21]。
  - 6月10日、東京都配電地上機器 無電柱化推進ラッピング広告を開始。東京都の進める都市防災機能の強化、安全で快適な歩行空間の確保及び良好な都市景観の創出を意図した、道路上の電線類の地中化及び電柱を撤去する無電柱化に関連したラッピング広告の支援[63]。

## CSR
- 日本赤十字社の活動資金に協力[64][65]
- 企業の社会的責任（CSR）取組み企業[66][67][35]
- 東京都「心のバリアフリー」サポート企業[68]
- SDGsに注力[69][70][71]。
- 泉佐野市の企業版ふるさと納税を活用し「全国のこども食堂」を支援[72][73]。
- 東京都港区主催「MINATOシティハーフマラソン2022」に大会スポンサーとして協賛[74]
- 港区立御成門小学校、港区立御成門中学校「交通事故防止キャンペーン」にスポンサー企業として協賛。「朝日写真ニュース掲示板」を提供[75][76]。
- 東京都時差Biz参加企業登録[19]。

## メディア出演
- TBSラジオテンカイズ - テンカイズアルファ #34 「株式会社トランスアクト 橘秀樹 代表」
- 2023年12月27日 - 『THE OWNER』

「【中小企業経営者対談】経営者は今、何に悩んでいる?」のテーマで株式会社WADOウイングス代表取締役 林正孝と対談。
- 2024年12月23日 -  ニッポン放送 「竹内由恵のT-Time」（2024年12月23日）[78]

## 加盟団体
- 社団法人日本人材派遣協会
- 社団法人日本秘書協会
- 社団法人全国運転代行協会
- 社団法人全国請負化推進協議会
- 社団法人全国民営職業紹介事業協会
- 社団法人芝法人会
- 東京商工会議所
- ジェイ・ディ共済協同組合
- 全国健康保険協会
- 東京中小企業経友会事業協同組合
- みずほ総合研究所
- りそな総合研究所
- 三菱UFJリサーチ&コンサルティング

## 関連会社
- 株式会社トランスアクトホールディングス（TransACT Holdings）
- 一般財団法人トランスアクト財団（TransACT Foundation）
- 合同会社トランスアクト（TransACT LLC）
- TransACT America Inc.（米国ニューヨーク現地法人）